# Wahlkreis Sassari (Camera dei deputati)
Der Wahlkreis Sassari war von 1993 bis 2005 und ist seit 2017 wieder ein Wahlkreis (italienisch collegio elettorale) für die Wahl der Abgeordnetenkammer.

## Von 1993 bis 2005

### Wahlkreisgebiet
Der Wahlkreis umfasste 2 Gemeinden: Sassari und Stintino.

### Wahlergebnisse

#### Parlamentswahl 1994

##### Direktstimmen
| Kandidaten               | Kandidaten                | Parteien                                          | Stimmen | %    |
| ------------------------ | ------------------------- | ------------------------------------------------- | ------- | ---- |
|                          | Carmelo Porcugewählt      | Polo del Buon Governo (FI – AN – CCD – UdC – PLD) | 30.623  | 36,1 |
|                          | Mariotto Segni            | Patto per l’Italia                                | 26.776  | 31,6 |
|                          | Gavino Angius             | Progressisti                                      | 17.570  | 20,7 |
|                          | Giacomo Spissu            | Partito Sardo d’Azione                            | 6.952   | 8,2  |
|                          | Gavino Sale               | Partidu Indipendentista                           | 1.185   | 1,4  |
|                          | Giovanni Salvatore Conoci | La Rete – Rinascita e Sardismo – MIRVA            | 966     | 1,1  |
|                          | Gianuario Pedoni          | Alleanza Popolare Riforme                         | 664     | 0,8  |
| Gesamt                   | Gesamt                    | Gesamt                                            | 84.736  | 100  |
|                          |                           |                                                   |         |      |
| Ungültige Stimmen        | Ungültige Stimmen         | Ungültige Stimmen                                 | 4.768   | 5,3  |
| Wähler                   | Wähler                    | Wähler                                            | 89.504  | 86,0 |
| Wahlberechtigte          | Wahlberechtigte           | Wahlberechtigte                                   | 104.050 |      |
|                          |                           |                                                   |         |      |
| Quelle: Innenministerium |                           |                                                   |         |      |

##### Listenstimmen
| Parteien                             | Parteien                | Parteien                           | Stimmen | %    |
| ------------------------------------ | ----------------------- | ---------------------------------- | ------- | ---- |
|                                      | Polo del Buon Governo   | Forza Italia                       | 19.237  | 22,7 |
| Alleanza Nazionale                   | Polo del Buon Governo   | 10.021                             | 11,8    |      |
| ↳ Gesamt                             | Polo del Buon Governo   | 29.258                             | 34,5    |      |
|                                      | Patto per l’Italia      | Patto Segni                        | 25.829  | 30,5 |
| Partito Popolare Italiano            | Patto per l’Italia      | 2.762                              | 3,3     |      |
| ↳ Gesamt                             | Patto per l’Italia      | 28.591                             | 33,7    |      |
|                                      | Progressisti            | Partito Democratico della Sinistra | 13.039  | 15,4 |
| Partito della Rifondazione Comunista | Progressisti            | 2.587                              | 3,1     |      |
| Alleanza Democratica                 | Progressisti            | 2.464                              | 2,9     |      |
| Federazione dei Verdi                | Progressisti            | 1.947                              | 2,3     |      |
| Partito Socialista Italiano          | Progressisti            | 1.325                              | 1,6     |      |
| ↳ Gesamt                             | Progressisti            | 21.362                             | 25,2    |      |
|                                      | Lista Marco Pannella    | Lista Marco Pannella               | 2.664   | 3,1  |
|                                      | Partidu Indipendentista | Partidu Indipendentista            | 1.377   | 1,6  |
|                                      | La Rete                 | La Rete                            | 1.211   | 1,4  |
|                                      | L’Arca                  | L’Arca                             | 201     | 0,2  |
|                                      | Centro Democratico      | Centro Democratico                 | 84      | 0,1  |
| Gesamt                               | Gesamt                  | Gesamt                             | 84.748  | 100  |
|                                      |                         |                                    |         |      |
| Ungültige Stimmen                    | Ungültige Stimmen       | Ungültige Stimmen                  | 5.116   | 5,7  |
| Wähler                               | Wähler                  | Wähler                             | 89.864  | 86,4 |
| Wahlberechtigte                      | Wahlberechtigte         | Wahlberechtigte                    | 104.050 |      |
|                                      |                         |                                    |         |      |
| Quelle: Innenministerium             |                         |                                    |         |      |

#### Parlamentswahl 1996

##### Direktstimmen
| Kandidaten               | Kandidaten               | Parteien            | Stimmen | %    |
| ------------------------ | ------------------------ | ------------------- | ------- | ---- |
|                          | Paolo Mancagewählt       | L’Ulivo             | 38.505  | 47,1 |
|                          | Carmelo Porcu            | Polo per le Libertà | 38.447  | 47,0 |
|                          | Gavino Sale              | Sardigna Natzione   | 3.571   | 4,4  |
|                          | Oreste Antonio Antignano | Fiamma Tricolore    | 1.194   | 1,5  |
| Gesamt                   | Gesamt                   | Gesamt              | 81.717  | 100  |
|                          |                          |                     |         |      |
| Ungültige Stimmen        | Ungültige Stimmen        | Ungültige Stimmen   | 4.706   | 5,4  |
| Wähler                   | Wähler                   | Wähler              | 86.423  | 81,5 |
| Wahlberechtigte          | Wahlberechtigte          | Wahlberechtigte     | 105.988 |      |
|                          |                          |                     |         |      |
| Quelle: Innenministerium |                          |                     |         |      |

##### Listenstimmen
| Parteien                                          | Parteien                             | Parteien                             | Stimmen | %    |
| ------------------------------------------------- | ------------------------------------ | ------------------------------------ | ------- | ---- |
|                                                   | Polo per le Libertà                  | Alleanza Nazionale                   | 18.734  | 23,1 |
| Forza Italia                                      | Polo per le Libertà                  | 17.527                               | 21,6    |      |
| CCD – CDU                                         | Polo per le Libertà                  | 2.378                                | 2,9     |      |
| ↳ Gesamt                                          | Polo per le Libertà                  | 38.639                               | 47,6    |      |
|                                                   | L’Ulivo                              | Partito Democratico della Sinistra   | 12.368  | 15,2 |
| Rinnovamento Italiano                             | L’Ulivo                              | 10.537                               | 13,0    |      |
| Popolari per Prodi (PPI – SVP – PRI – UD – Prodi) | L’Ulivo                              | 4.123                                | 5,1     |      |
| Federazione dei Verdi                             | L’Ulivo                              | 1.880                                | 2,3     |      |
| Partito Sardo d’Azione                            | L’Ulivo                              | 1.860                                | 2,3     |      |
| ↳ Gesamt                                          | L’Ulivo                              | 30.768                               | 37,9    |      |
|                                                   | Partito della Rifondazione Comunista | Partito della Rifondazione Comunista | 6.849   | 8,4  |
|                                                   | Sardigna Natzione                    | Sardigna Natzione                    | 2.338   | 2,9  |
|                                                   | Lista Pannella – Sgarbi              | Lista Pannella – Sgarbi              | 2.082   | 2,6  |
|                                                   | Fiamma Tricolore                     | Fiamma Tricolore                     | 441     | 0,5  |
| Gesamt                                            | Gesamt                               | Gesamt                               | 81.117  | 100  |
|                                                   |                                      |                                      |         |      |
| Ungültige Stimmen                                 | Ungültige Stimmen                    | Ungültige Stimmen                    | 5.217   | 6,0  |
| Wähler                                            | Wähler                               | Wähler                               | 86.334  | 81,5 |
| Wahlberechtigte                                   | Wahlberechtigte                      | Wahlberechtigte                      | 105.988 |      |
|                                                   |                                      |                                      |         |      |
| Quelle: Innenministerium                          |                                      |                                      |         |      |

#### Parlamentswahl 2001

##### Direktstimmen
| Kandidaten               | Kandidaten                    | Parteien                                   | Stimmen | %    |
| ------------------------ | ----------------------------- | ------------------------------------------ | ------- | ---- |
|                          | Carmelo Porcugewählt          | Casa delle Libertà                         | 34.048  | 40,4 |
|                          | Giovanni Meloni               | L’Ulivo                                    | 33.970  | 40,3 |
|                          | Salvatore Amadu               | Lista Amadu                                | 10.162  | 12,1 |
|                          | Nicola Francesco Angelo Succu | Partito Sardo d’Azione – Sardigna Natzione | 2.391   | 2,8  |
|                          | Alberto Murgia                | Lista Di Pietro                            | 1.923   | 2,3  |
|                          | Maria Isabella Puggioni       | Lista Emma Bonino                          | 1.720   | 2,0  |
| Gesamt                   | Gesamt                        | Gesamt                                     | 84.214  | 100  |
|                          |                               |                                            |         |      |
| Ungültige Stimmen        | Ungültige Stimmen             | Ungültige Stimmen                          | 3.936   | 4,5  |
| Wähler                   | Wähler                        | Wähler                                     | 88.150  | 80,8 |
| Wahlberechtigte          | Wahlberechtigte               | Wahlberechtigte                            | 109.111 |      |
|                          |                               |                                            |         |      |
| Quelle: Innenministerium |                               |                                            |         |      |

##### Listenstimmen
| Parteien                       | Parteien                                   | Parteien                                   | Stimmen | %    |
| ------------------------------ | ------------------------------------------ | ------------------------------------------ | ------- | ---- |
|                                | Casa delle Libertà                         | Alleanza Nazionale                         | 17.779  | 21,3 |
| Forza Italia                   | Casa delle Libertà                         | 17.709                                     | 21,3    |      |
| CCD – CDU                      | Casa delle Libertà                         | 1.248                                      | 1,5     |      |
| Nuovo PSI                      | Casa delle Libertà                         | 1.153                                      | 1,4     |      |
| ↳ Gesamt                       | Casa delle Libertà                         | 37.889                                     | 45,5    |      |
|                                | L’Ulivo                                    | La Margherita (Dem – PPI – RI – Udeur)     | 16.544  | 19,9 |
| Democratici di Sinistra        | L’Ulivo                                    | 9.467                                      | 11,4    |      |
| Partito dei Comunisti Italiani | L’Ulivo                                    | 1.637                                      | 2,0     |      |
| Il Girasole (FdV – SDI)        | L’Ulivo                                    | 1.043                                      | 1,3     |      |
| ↳ Gesamt                       | L’Ulivo                                    | 28.691                                     | 34,4    |      |
|                                | Lista Amadu                                | Lista Amadu                                | 5.828   | 7,0  |
|                                | Partito Sardo d’Azione – Sardigna Natzione | Partito Sardo d’Azione – Sardigna Natzione | 3.394   | 4,1  |
|                                | Partito della Rifondazione Comunista       | Partito della Rifondazione Comunista       | 2.881   | 3,5  |
|                                | Lista Di Pietro                            | Lista Di Pietro                            | 2.386   | 2,9  |
|                                | Lista Emma Bonino                          | Lista Emma Bonino                          | 1.785   | 2,1  |
|                                | Democrazia Europea                         | Democrazia Europea                         | 330     | 0,4  |
|                                | Paese Nuovo                                | Paese Nuovo                                | 71      | 0,1  |
|                                | Abolizione Scorporo                        | Abolizione Scorporo                        | 42      | 0,1  |
| Gesamt                         | Gesamt                                     | Gesamt                                     | 83.297  | 100  |
|                                |                                            |                                            |         |      |
| Ungültige Stimmen              | Ungültige Stimmen                          | Ungültige Stimmen                          | 4.853   | 5,5  |
| Wähler                         | Wähler                                     | Wähler                                     | 88.150  | 80,8 |
| Wahlberechtigte                | Wahlberechtigte                            | Wahlberechtigte                            | 109.111 |      |
|                                |                                            |                                            |         |      |
| Quelle: Innenministerium       |                                            |                                            |         |      |

## Von 2017 bis 2020

### Wahlkreisgebiet
Der Wahlkreis umfasste 26 Gemeinden:  Alghero, Banari, Bessude, Cargeghe, Chiaramonti, Codrongianos, Florinas, Ittiri, Monteleone Rocca Doria, Muros, Olmedo, Osilo, Ossi, Ploaghe, Porto Torres, Putifigari, Romana, Sassari, Sennori, Siligo, Sorso, Stintino, Tissi, Uri, Usini und Villanova Monteleone.

### Wahlergebnisse

#### Parlamentswahl 2018
| Kandidaten               | Kandidaten             | Stimmen | %    | Listen                   | Stimmen | %    |
| ------------------------ | ---------------------- | ------- | ---- | ------------------------ | ------- | ---- |
|                          | Mario Perantonigewählt | 62.385  | 44,3 | Movimento 5 Stelle       | 62.385  | 44,3 |
|                          | Maria Grazia Salaris   | 39.012  | 27,7 | Forza Italia             | 17.765  | 12,6 |
| Lega                     | Maria Grazia Salaris   | 39.012  | 27,7 | 14.564                   | 10,3    |      |
| Fratelli d’Italia        | Maria Grazia Salaris   | 39.012  | 27,7 | 4.667                    | 3,3     |      |
| Noi con l’Italia – UDC   | Maria Grazia Salaris   | 39.012  | 27,7 | 2.016                    | 1,4     |      |
|                          | Silvio Lai Bachisio    | 27.714  | 19,7 | Partito Democratico      | 23.714  | 16,8 |
| +Europa                  | Silvio Lai Bachisio    | 27.714  | 19,7 | 2.909                    | 2,1     |      |
| Civica Popolare          | Silvio Lai Bachisio    | 27.714  | 19,7 | 684                      | 0,5     |      |
| Italia Europa Insieme    | Silvio Lai Bachisio    | 27.714  | 19,7 | 407                      | 0,3     |      |
|                          | Antonella Chirigoni    | 4.252   | 3,0  | Liberi e Uguali          | 4.252   | 3,0  |
|                          | Tiziana Costa          | 2.944   | 2,1  | Autodeterminatzione      | 2.944   | 2,1  |
|                          | Andrea Farris          | 1.473   | 1,0  | CasaPound Italia         | 1.473   | 1,0  |
|                          | Giovanni Nuscis        | 1.196   | 0,8  | Potere al Popolo!        | 1.196   | 0,8  |
|                          | Maria Grazia Pippia    | 767     | 0,5  | Partito Comunista        | 767     | 0,5  |
|                          | Michele Atzeni         | 668     | 0,5  | Il Popolo della Famiglia | 668     | 0,5  |
|                          | Angelo Idda            | 371     | 0,3  | Partito Valore Umano     | 371     | 0,3  |
| Gesamt                   | Gesamt                 | 140.782 | 100  |                          | 140.782 | 100  |
|                          |                        |         |      |                          |         |      |
| Ungültige Stimmen        | Ungültige Stimmen      | 4.236   | 2,9  |                          |         |      |
| Wähler                   | Wähler                 | 145.018 | 66,4 |                          |         |      |
| Wahlberechtigte          | Wahlberechtigte        | 218.443 |      |                          |         |      |
|                          |                        |         |      |                          |         |      |
| Quelle: Innenministerium |                        |         |      |                          |         |      |

## Seit 2020

### Wahlkreisgebiet
| Wahlkreise – Camera dei deputati – Autonome Region Sardinien | Wahlkreise – Camera dei deputati – Autonome Region Sardinien | Wahlkreise – Camera dei deputati – Autonome Region Sardinien |
| Provinz                                                      | Provinz                                                      | Gemeinden nach Provinzen ⮞ Wahlkreis                         |
| ------------------------------------------------------------ | ------------------------------------------------------------ | ------------------------------------------------------------ |
|                                                              | Metropolitanstadt Cagliari (17 Gemeinden)                    | alle ⮞ Wahlkreis Cagliari                                    |
|                                                              | Provinz Nuoro (74 Gemeinden)                                 | alle ⮞ Wahlkreis Nuoro                                       |
|                                                              | Provinz Oristano (87 Gemeinden)                              | alle ⮞ Wahlkreis Nuoro                                       |
|                                                              | Provinz Sassari (92 Gemeinden)                               | alle ⮞ Wahlkreis Sassari                                     |
|                                                              | Provinz Sud Sardegna (107 Gemeinden)                         | alle ⮞ Wahlkreis Carbonia                                    |

Der Wahlkreis umfasst alle 92 Gemeinden der Provinz Sassari.

### Wahlergebnisse

#### Parlamentswahl 2022
| Kandidaten                          | Kandidaten            | Stimmen | %    | Listen                                                  | Stimmen | %    |
| ----------------------------------- | --------------------- | ------- | ---- | ------------------------------------------------------- | ------- | ---- |
|                                     | Dario Giagonigewählt  | 82.907  | 41,2 | Fratelli d’Italia                                       | 45.075  | 22,4 |
| Forza Italia                        | Dario Giagonigewählt  | 82.907  | 41,2 | 19.750                                                  | 9,8     |      |
| Lega per Salvini Premier            | Dario Giagonigewählt  | 82.907  | 41,2 | 13.067                                                  | 6,5     |      |
| Noi Moderati                        | Dario Giagonigewählt  | 82.907  | 41,2 | 5.015                                                   | 2,5     |      |
|                                     | Carla Bassu           | 55.166  | 27,4 | Partito Democratico – Italia Democratica e Progressista | 40.590  | 20,2 |
| Alleanza Verdi e Sinistra           | Carla Bassu           | 55.166  | 27,4 | 8.132                                                   | 4,0     |      |
| +Europa                             | Carla Bassu           | 55.166  | 27,4 | 4.767                                                   | 2,4     |      |
| Impegno Civico – Centro Democratico | Carla Bassu           | 55.166  | 27,4 | 1.677                                                   | 0,8     |      |
|                                     | Mario Perantoni       | 44.290  | 22,0 | Movimento 5 Stelle                                      | 44.290  | 22,0 |
|                                     | Giovanna Maria Pedoni | 8.714   | 4,3  | Azione – Italia Viva                                    | 8.714   | 4,3  |
|                                     | Roberto Luppu         | 4.402   | 2,2  | Italexit per l’Italia                                   | 4.402   | 2,2  |
|                                     | Annarella Casu        | 2.569   | 1,3  | Italia Sovrana e Popolare                               | 2.569   | 1,3  |
|                                     | Andrea Lai            | 2.412   | 1,2  | Unione Popolare                                         | 2.412   | 1,2  |
|                                     | Giovanni Ecca         | 933     | 0,5  | Vita                                                    | 933     | 0,5  |
| Gesamt                              | Gesamt                | 201.393 | 100  |                                                         | 201.393 | 100  |
|                                     |                       |         |      |                                                         |         |      |
| Ungültige Stimmen                   | Ungültige Stimmen     | 8.875   | 4,2  |                                                         |         |      |
| Wähler                              | Wähler                | 210.268 | 53,1 |                                                         |         |      |
| Wahlberechtigte                     | Wahlberechtigte       | 395.880 |      |                                                         |         |      |
|                                     |                       |         |      |                                                         |         |      |
| Quelle: Innenministerium            |                       |         |      |                                                         |         |      |